# George Montagu (ammiraglio)
George Montagu (12 dicembre 1750 – Wilcot, 24 dicembre 1829) è stato un ammiraglio britannico, secondo figlio dell'ammiraglio John Montagu e fratello del capitano James Montagu e del tenente colonnello dell'Indian Army Edward Montagu.
Prestò servizio nel corso della guerra d'indipendenza americana, distinguendosi nel corso di numerose azioni, catturando il 14 settembre largo delle Azzorre la fregata spagnola Santa Mónica (32 cannoni), e il 30 settembre 1780 la fregata francese Espérance (32 cannoni). Il 3 maggio 1803 fu nominato comandante in capo della base di Plymouth, incarico che lasciò il giorno 11 dello stesso mese per assumere, il 16, l'incarico di comandante in capo della base navale di Portsmouth. Ricoprì tale incarico fino al 24 gennaio 1809.

## Biografia
Nacque il 12 dicembre 1750, secondo figlio dell'ammiraglio John Montagu e di Sophia Wroughton. Nel 1763 entrò alla Accademia Reale di Portsmouth, e tre anni dopo si imbarcò sul Preston, capitano Alan Gardner, assegnata alla stazione navale della Giamaica come nave di bandiera del contrammiraglio William Parry. Si trasferì con Gardner sulla fregata Levant nel 1769 e tornò in Inghilterra un anno dopo con suo padre a bordo del vascello da 74 cannoni Bellona.
Superò l'esame di tenente il 2 ottobre 1770 e il 14 gennaio 1771 fu nominato tenente sul Marlborough, capitano Richard Bickerton. A febbraio venne trasferito sul vascello da 64 cannoni Captain, diretto in Nord America come nave ammiraglia di suo padre. Il 9 aprile 1773 fu nominato comandante dello sloop da 18 cannoni Kingfisher e il 15 aprile 1774 fu assegnato al Fowey.
Rimanendo in Nord America dopo il ritorno a casa del padre, nel maggio 1775 prese a bordo della sua nave la moglie, Lady Charlotte Stewart, e la famiglia del governatore della Virginia, Lord Dunmore, dopo che i ribelli avevano sequestrato la sua residenza a Williamsburg. Il 12 maggio Lady Dunmore tornò a terra ed egli inviò un gruppo di Royal Marines e di marinai per offrire protezione con la minaccia che avrebbe sparato sulla città di Yorktown se i suoi uomini fossero stati attaccati. Con il peggioramento della situazione, Lord Dunmore e la sua famiglia ritornarono alla Fowey al largo di Yorktown l'8 giugno, e all'inizio di luglio la Fowey fu sostituita dal Mercury, capitano John Macartney, e lo sloop salpò per Boston. 
Incaricato di bloccare i porti di Marblehead e Salem, catturò la prima nave commissionata dal Congresso continentale, la scuna Washington da 10 cannoni nella baia del Massachusetts il 5 dicembre 1775, portando la preda a Boston. All'inizio del 1776 sequestrò un paio di navi olandesi che stavano tentando di sbarcare provviste per i ribelli, e in marzo assistette all'evacuazione dell'esercito e dei lealisti del generale Sir William Howe da Boston a Halifax. Il 23 giugno prese a bordo del Fowey il governatore del Maryland Robert Eden dopo che a quel funzionario era stato chiesto di partire dalla ribelle Convenzione del Maryland, e in agosto il Fowey prestò servizio sotto il capitano Andrew Snape Hamond del Roebuck al largo dei Capi Virginia.
Il 7 settembre 1776 la Fowey arrivò a New York dalla Carolina del Sud e si unì alla campagna militare per occupare la città che si concluse con successo in ottobre. Apparentemente in cattive condizioni di salute gli fu ordinato di tornare a casa con dei dispacci e, con a bordo Lord Dunmore, il Fowey lasciò New York con un convoglio a novembre. Poco dopo si imbarcò su una nave da trasporto al largo di Sandy Hook e arrivò a Portsmouth il 18 dicembre.
Nel gennaio 1777 si imbarcò sul vascello da 50 cannoni Romney, nave di bandiera di suo padre, salpando da Plymouth per Terranova con un convoglio nel mese di aprile, e rientrando in Inghilterra nel tardo autunno. Il Romney era di stanza a Spithead in dicembre, prima di partire nuovamente per Terranova nell'aprile 1778. Mentre si trovava qui gli fu ordinato di prestare servizio sotto il commodoro John Evans per prendere possesso delle isole di Saint-Pierre e Miquelon, possedimenti francesi. Il 14 settembre il Romney lasciò quindi Terranova all'inizio di novembre insieme a un convoglio.
Trasferito sulla fregata da 32 cannoni Pearl nel maggio 1779, trascorse i due mesi successivi a ricevere il rivestimento di rame dello scafo e ulteriori lavori di raddobbo a Plymouth. Inviato con la fregata in crociera per addestrare un equipaggio decisamente inesperto, il 14 settembre catturò al largo delle Azzorre la fregata spagnola Santa Mónica (32 cannoni) con un combattimento di due ore, al prezzo di dodici uomini uccisi e diciannove feriti. L'8 ottobre venne onorato di un lungo colloquio con il re dopo la sua presenza ad un ricevimento.
Rientrata a Portsmouth, la Pearl salpò per Spithead a metà dicembre 1779 e si unì alla flotta dell'ammiraglio Sir George Rodney che fu inviata in soccorso di Gibilterra. Dopo aver perso l'albero di trinchetto, la Pearl dovette tornare in Inghilterra con il bottino della cattura del convoglio di Caracas l'8 gennaio in compagnia del vascello da 64 Africa.
Nel marzo 1780 la Pearl salpò da Plymouth per il Nord America dando il passaggio al generale di brigata William Dalrymple recando la notizia della partenza di un corpo di spedizione francese al comando di Charles Henri Louis d'Arsac de Ternay. Per un certo periodo fu l'ufficiale più anziano a New York in assenza di un comandante in capo. Mentre tornava a New York da Halifax catturò quello che fu descritta come una nave corsara, e dopo un combattimento di cinque ore alle Bermuda il 30 settembre catturò la fregata francese Espérance da 32 cannoni che era diretta da Saint-Domingue a Bordeaux. La Pearl ebbe sei uomini uccisi e dieci feriti mentre la nave francese venti uomini uccisi e ventiquattro feriti.
Partecipò poi alla battaglia di Capo Henry il 16 marzo 1781 dove la Pearl ricopriva il ruolo di nave ripetitrice, catturando poi il corsaro francese Singe il 10 luglio e il corsaro americano Senegal (8 cannoni) il 19 agosto. Riunendosi alla flotta inglese il 14 settembre, seguì quella francese prima di tornare a New York due settimane dopo. Di salute precaria lasciò poi New York con il generale Sir Henry Clinton come passeggero il 13 maggio 1782, e tornò a Portsmouth l'11 giugno dove la Pearl doveva eseguire lavori di riparazione a luglio.
Dopo la fine della guerra fu messo a metà stipendio per i successivi otto anni, con la mobilitazione contro la Spagna si imbarcò sul vascello da 74 cannoni Hector a Portsmouth all'inizio di settembre del 1790. La nave lasciò il porto per Spithead il 3 dicembre trasferendosi a Portsmouth dove fu impiegata come nave guardiaporto durante la mobilitazione contro la Russia del 1791. Mentre era al comando di questa nave ebbe a bordo come prigionieri di un certo numero di ammutinati del Bounty che si erano ribellati al capitano William Bligh il 28 aprile 1789, e oltre a partecipare alla corte marziale nel 1792. Lo Hector fu anche impiegato per giustiziare alcuni uomini delle navi di servizio a Portsmouth che erano stati condannati all'impiccagione.
Con l'avvicinarsi dello scoppio della guerra contro la Francia lo Hector fu spostato a Spithead alla fine di dicembre 1792 e, in seguito alla dichiarazione di guerra del 2 febbraio 1793, fece parte di una squadra inviata a Guernsey agli ordini del commodoro John Colpoys per difendere le Isole del Canale contro i francesi. Rientrata a Spithead il 9 marzo, salpò più tardi quel mese per le Isole Sottovento con la squadra del contrammiraglio Alan Gardner, rientrando in Gran Bretagna con un convoglio dalla Giamaica che attraversò il golfo della Florida all'inizio del mese di agosto e, dopo aver raggiunto Portsmouth, entrò in porto il 26 ottobre.
Dopo una lunga ristrutturazione a Portsmouth lo Hector salpò da Spithead nel gennaio 1794 agli ordini del commodoro Thomas Pasley, imbarcato sul Bellerophon, parte di una squadra di quattro navi di linea e cinque fregate alla ricerca di una squadra di fregate francesi che erano state segnalate nel Canale della Manica. Nel mese di marzo partì da Spithead con una squadra al comando del contrammiraglio John MacBride. Egli venne promosso contrammiraglio il 12 aprile 1794 alzando la sua bandiera a bordo dello Hector, capitano Lawrence Halsted, assegnato alla Channel Fleet dell'ammiraglio Lord Howe. Dopo aver preso il mare il 2 maggio con il resto della flotta, fu distaccato a Capo Finisterre con una squadra di sei navi di linea e un convoglio mercantile, e dopo aver lasciato quest'ultimo, secondo i suoi ordini andò alla ricerca di un grande convoglio di navi mercantili francesi proveniente dall'America, carico di provviste. Anche se non riuscì a scoprire alcuna traccia del convoglio, riconquistò dieci navi inglesi appartenenti al convoglio di Terranova che erano state precedentemente catturate dalle navi del contrammiraglio Joseph Marie Nielly. Ritornato a Plymouth il 30 maggio, avendo prolungato la sua crociera per diversi giorni oltre il limite prescritto, ma non era stato in grado di comunicare con Howe.
Il 2 giugno l'Ammiragliato gli ordinò di riprendere il mare, navigando al largo di Brest per cercare il grande convoglio che era sfuggito anche alla caccia condotta dall'ammiraglio Lord Howe con il grosso della Channel Fleet. Il 3 giunse l'Audacious con la notizia dell'azione parziale del 28 maggio; ma egli, non avendo altri ordini, prese il mare il 4 giugno con nove navi di linea. La sera dell'8 giugno si imbatté in otto vascelli francesi al comando dello chef d'escadre Pierre François Cornic-Dumoulin che costrinse ad entrare nella rada di Brest e all'alba del giorno successivo individuò a poche miglia diciannove navi di linea provenienti da ovest. Non essendo a conoscenza della vittoria di Howe nella battaglia del Glorioso Primo di Giugno, e non potendo valutare efficacemente lo stato della flotta nemica, tentò di attirare la flotta francese del viceammiraglio Louis Thomas Villaret de Joyeuse verso sud, ma, salvo un inseguimento saltuario effettuate da parte di alcune delle navi francesi non ci riuscì. Le navi francesi virarono verso Brest, ed egli dopo aver cercato Howe a nord-ovest, ritornò alla baia di Cawsand il 12 giugno dove fece rapporto a Lord Howe e all'Ammiragliato che approvarono entrambi la sua condotta.
Poco dopo il ritorno in Inghilterra si ammalò e questa indisposizione, unita al dolore per la morte di suo fratello nella battaglia del Glorioso Primo di Giugno, lo portò a dimettersi, anche se per breve tempo la sua insegna sventolò sul vascello da 98 cannoni London, capitano Lawrence Halstead. Negli anni successivi divenne un visitatore abituale di Bath, mentre in base all'anzianità fu promosso viceammiraglio il 1º giugno 1795. Nel marzo 1799 fu nominato per il comando della stazione navale del Nore, ma rifiutò l'incarico perché considerato inferiore al suo rango e nella speranza di ottenere un comando migliore. Nell'aprile dell'anno successivo gli fu offerto il ruolo di vicecomandante della Channel Fleet dal conte St Vincent, ma l'Ammiragliato indicò per l'incarico il vice ammiraglio Sir Henry Harvey e il vice Sir Andrew Mitchell. Dopo che St Vincent assunse l'incarico di Primo lord dell'ammiragliato, egli presentò di nuovo una domanda per un incarico ma fu informato che c'era un ostacolo insuperabile al suo essere impiegato in qualsiasi modo. Avrebbe successivamente scoperto che il diniego si riferiva alla sua condotta al tempo della Battaglia del Glorioso Primo Giugno, e che con ogni probabilità esso era voluto dal Re, poiché San Vincent gli disse che aveva giurato di non divulgare ulteriori informazioni.
Il 1º gennaio 1801 fu promosso ammiraglio in seguito all'inizio della guerre napoleoniche nel maggio 1803 fu nominato comandante in capo della base di Plymouth. Dopo aver issato la sua bandiera a bordo del vascello da 112 cannoni Salvador del Mundo nel porto del Devonshire il 3 giugno, la ammainò l'11 e cinque giorni dopo assunse la posizione di comandante in capo a Portsmouth al posto dell'ammiraglio Lord Gardner.
Issando la sua bandiera a bordo del vascello da 100 cannoni Royal Sovereign, capitano Richard Curry, nei mesi successivi la spostò su varie navi prima di stabilirsi sul vascello da 100 cannoni Royal William, capitano John Wainwright, e dal 1806 capitano Courtenay Boyle. Nel settembre 1803 ospitò a bordo il Principe di Galles in occasione della visita reale e della rivista delle navi a Spithead, e nell'aprile 1805 presiedette la corte marziale del contrammiraglio Sir John Duckworth l'accusato di tirannia nei confronti del capitano James Athol Wood. In giugno si ritirò per due settimane a Bath, temporaneamente sostituito dal contrammiraglio Sir Isaac Coffin, e fece un'ulteriore pausa di dieci giorni quando per indisposizione prima di dare il cambio a Cotton il 20 settembre. Durante quest'ultima pausa, il vice ammiraglio Lord Nelson fu costretto a fuggire dalla porta sul retro della sua casa a Portsmouth per evitare la folla adulante, prima di salpare per il Mediterraneo e morire nella battaglia di Trafalgar. Prima che la notizia di quella grande vittoria raggiungesse l'Inghilterra, il 27 ottobre 1805 cenò con il contrammiraglio Dmitrij Nikolaevič Senjavin e i capitani della flotta russa in visita.
Nel dicembre 1805 presiedette la corte marziale del viceammiraglio Sir Robert Calder che esaminò la precedente condotta di quell'ufficiale nel corso della battaglia di Capo Finisterre, avvenuta il 22 luglio, rifiutandosi di aggiornarla per il giorno di Natale, e il 23 luglio 1806 ritornò nel suo incarico dopo un'altra breve pausa. Fu nuovamente assente nel dicembre e nel febbraio 1807, mentre nell'aprile fu presidente della corte marziale che doveva esaminare la condotta del capitano Henry Whitby, che mentre era al comando del Leander aveva aperto il fuoco contro una nave americana il 25 aprile 1806, provocando un incidente internazionale.
Nel luglio 1807 fu brevemente sostituito dal contrammiraglio Coffin, e nell'agosto 1808 si ritirò per un mese nella sua tenuta ad Avisford Park vicino a Arundel, sostituito dal contrammiraglio William Albany Otway. Nel mese di ottobre ospitò il duca di Clarence a Portsmouth e il 24 gennaio 1809 lasciò definitivamente il suo incarico di comandante in capo, sostituito dall'ammiraglio Sir Roger Curtis. Alcune settimane ebbe un incontro con il re presso un argine e da allora in poi non ebbe più incarichi attivi.
Il 2 gennaio 1815 fu creato Cavaliere di Gran Croce dell'Ordine del Bagno insignito del titolo dal principe reggente in aprile. Nel 1823 il Capitano Edward Pelham Brenton, nel riferire gli eventi relativi al Glorioso Primo di Giugno nel primo volume della sua Naval History of Great Britany, pp. 296-300, attaccò la condotta di Montagu nel non intraprendere un'azione generale, e disse che Lord Chatham e il consiglio dell'Ammiragliato espressero un certo disappunto per la condotta del contrammiraglio, e che gli fu ordinato o permesso di ammainare la sua bandiera.
Montagu pubblicò Una confutazione delle dichiarazioni errate e delle insinuazioni ingiuste contenute nella "Storia navale della Gran Bretagna" del Capitano Brenton, per quanto lo stesso si riferisce alla condotta dell'ammiraglio Sir George Montagu in una lettera indirizzata all'Autore. Montagu era forse troppo vecchio, troppo arrabbiato e troppo poco esperto nella scherma letteraria per punire Brenton come meritava; ma non ebbe difficoltà a dimostrare che i fatti raccontati da Brenton erano falsi. Morì il 24 dicembre 1829 nella sua residenza, Stowell Lodge, Wilcot, Wiltshire, essendo a quel tempo il secondo ufficiale più anziano in servizio.

### La sua famiglia
Nel 1783 George Montagu sposò la sua cugina di primo grado, Charlotte, figlia e coerede di George Wroughton di Wilcot, Wiltshire, da cui ebbe una figlia e quattro figli. Il figlio maggiore, George, adottò il nome di Wroughton nel 1826 e morì tenente colonnello nell'esercito nel 1871. Il secondo, John William, morì ammiraglio nella lista dei pensionati nel 1882; il terzo, James, era anche lui un ammiraglio in pensione alla sua morte nel 1868; il quarto, Edward (morto nel 1820), era negli ordini sacri.
Sua figlia, Georgiana (morta nel 1854), sposò l'ammiraglio Sir John Gore.

### Annotazioni
1. ↑  Era fratello del capitano James Montagu, rimasto ucciso durante la battaglia del Glorioso Primo di Giugno, e del tenente colonnello Edward Montagu dell'Indian Army, 1755-1799, ucciso in azione nel corso dell'assedio di Seringapatam.
2. ↑  Alcuni rapporti suggerivano che la Espérance fosse la preda più ricca mai catturata nelle acque americane, con un carico di zucchero, cotone, lingotti d'oro e indaco. Sebbene nominalmente fosse una nave della Marine royale, all'epoca navigava come una lettera di marca armata con 28 cannoni.
3. ↑  In quello stesso mese un intero servizio di piatti fu rubato dalla sua casa a Portsmouth, e quando l'autore di questo furto fu processato nel 1809, l'argento era già stato fatto a pezzi e venduto.

### Fonti
1. ↑  The Peerage.
2. 1 2 3 4 5 6 7 8 9 10 11 12 13 14 15 16 17 18 19 20 21 22 23 24 25 26 27 28  Threedecks.
3. 1 2 3  More than Nelson.
4. 1 2 3 4 5 6 7 8 9 10 11 12 13 14 15 16 17 18 19 20 21 22 23  Lee 1894, p. 247.
5. 1 2 3 4 5 6 7 8 9 10 11 12 13 14 15  Lee 1894, p. 248.
6. 1 2  History in Portsmouth.